# Szkoła Języków Obcych Uniwersytetu Warszawskiego
Szkoła Języków Obcych Uniwersytetu Warszawskiego – ogólnouczelniana jednostka dydaktyczna Uniwersytetu Warszawskiego prowadzącą kształcenie językowe studentów Uniwersytetu Warszawskiego na poziomach określonych w Europejskim Systemie Opisu Kształcenia Językowego (Common European Framework of Reference). Szkoła Języków Obcych prowadzi zajęcia nie tylko w zakresie głównych języków światowych i europejskich (angielski, rosyjski, niemiecki, francuski, hiszpański, włoski), ale także w zakresie języków bardziej lokalnych (niderlandzki, duński, szwedzki, norweski, portugalski). Szczególny akcent kładzie się na aspekty kulturowe, a w ofercie są także języki specjalistyczne (język/rejestr akademicki, język prawniczy, język biznesu, terminologia z zakresu nauk ścisłych i przyrodniczych).
Szkoła Języków Obcych Uniwersytetu Warszawskiego miała swój początek w Studium Języków Obcych powstałym w 1954 roku. W latach 80. XX wieku zmieniono nazwę na Międzywydziałowy Ośrodek Nauczania Języków Obcych (powszechnie określano placówkę skrótem/akronimem MONJO). Od początku lat 90. XX wieku instytucja funkcjonuje pod obecną nazwą. 
Dyrektor SzJO: dr Andrzej Dąbrowski
z-ca Dyrektora ds. studenckich: dr Anna Cegiełka
z-ca Dyrektora ds. finansowych: mgr Magdalena Biesiadecka